# Tomás Carrasquilla
Tomás Carrasquilla Naranjo (* 17. Januar 1858 in Santo Domingo/Departamento de Antioquia ; † 19. Dezember 1940 in Medellín/Departamento de Antioquia) war ein kolumbianischer Schriftsteller.

## Leben
Carrasquilla begann ein Jurastudium an der Universidad de Medellín, das durch den Bürgerkrieg 1895 unterbrochen wurde. 1896 begann er seine literarische Laufbahn mit dem Roman Frutos de mi tierra. Neben zahlreichen Kurzgeschichten veröffentlichte er in der Folgezeit die Romane El Padre Casafús (1914) und La Marquesa de Yolombó (1928). Als sein Hauptwerk gilt der dreibändige Roman Hace tiempos (1935–36), den er, da er inzwischen erblindet war, diktieren musste. 